# Saul (rei edomita)
Saul foi um rei de Edom, mencionado na Bíblia. Ele sucedeu Sanlá de Masreca na realeza aparentemente eletiva dos antigos edomitas. Ele é descrito como sendo de "Reobote, junto ao rio", e foi sucedido por Baal-Hanã, filho de Acbor.
A data e outros detalhes do seu reinado são desconhecidos, já que ele não é mencionado em nenhuma outra fonte que tenha sobrevivido.
| Precedido por Sanlá de Masreca | Rei de Edom | Sucedido por Baal-Hanã ben Acbor |